# Megaselia alsea
Megaselia alsea is een vliegensoort uit de familie van de bochelvliegen (Phoridae). De wetenschappelijke naam van de soort is voor het eerst geldig gepubliceerd in 1983 door Robinson and Wisseman.